# 張廖貴專
張廖貴專（1951年1月5日—），男，中華民國政治人物，臺中西屯人，為前臺中市（省轄市）議會議長、副議長、第十至十四屆議員、中國國民黨中央評議委員，中國國民黨黨籍。
2004年，臺中地檢署以張廖貴專擔任臺中市議會議長期間涉嫌多次挪用「議事業務」費招待客人到酒店消費，依貪汙罪嫌起訴。張廖貴專辯稱自己從未去過檢察官指訴的酒店，涉案的是他的機要秘書林玉芬，然而最高法院未予採信，於2008年11月6日依利用職務上機會詐取財物罪判處張廖貴專有期徒刑7年6月、褫奪公權4年確定。